# Папрадно
Папрадно (слч. Papradno) насељено је мјесто са административним статусом сеоске општине (слч. obec) у округу Повашка Бистрица, у Тренчинском крају, Словачка Република.

## Становништво
| Година:    | 1994. | 2004.   | 2014.   | 2024.   |
| ---------- | ----- | ------- | ------- | ------- |
| Број људи: | 2724  | 2540    | 2543    | 2357    |
| Разлика:   |       | -6,75 % | +0,11 % | -7,31 % |

| Година:    | 2023. | 2024.   |
| ---------- | ----- | ------- |
| Број људи: | 2394  | 2357    |
| Разлика:   |       | -1,54 % |

Према подацима о броју становника из 2024. године насеље је имало 2357 становника.